# SN 2000bb
SN 2000bb – supernowa odkryta 1 marca 2000 roku w galaktyce A103238-0200. W momencie odkrycia miała maksymalną jasność 20,20m.